# Placówka Straży Granicznej w Rewalu
Placówka Straży Granicznej w Rewalu – zlikwidowana graniczna jednostka organizacyjna Straży Granicznej realizująca zadania w ochronie granicy morskiej.

## Formowanie i zmiany organizacyjne
Placówka Straży Granicznej w Rewalu (PSG w Rewalu) została powołana 24 sierpnia 2005 Ustawą z 22 kwietnia 2005 O zmianie ustawy o Straży Granicznej..., w strukturach Morskiego Oddziału Straży Granicznej w Gdańsku z przemianowania dotychczas funkcjonującej strażnicy Straży Granicznej w Rewalu (Strażnica SG w Rewalu). Znacznie rozszerzono także uprawnienia komendantów, m.in. w zakresie działań podejmowanych wobec cudzoziemców przebywających na terytorium RP.
1 marca 2015 zmianie uległa struktura organizacyjna Morskiego Oddziału Straży Granicznej obejmująca m.in. zniesienie placówki SG w Rewalu, w jej miejsce powstała Grupa Zamiejscowa z siedzibą w Rewalu  podległa Placówce Straży Granicznej w Świnoujściu.

## Terytorialny zasięg działania
Stan na dzień 1 sierpnia 2011
Placówka SG w Rewalu ochrania odcinek morskiej granicy państwowej i obszar brzegu morza terytorialnego na odcinku powiatu gryfickiego:
- W strefie nadgranicznej linia rozgraniczenia z:

1. Placówką Straży Granicznej w Świnoujściu: od brzegu morza terytorialnego granicą gmin Dziwnów i Świerzno oraz Rewal, Karnice i Gryfice.
2. Pomorskim Dywizjonem Straży Granicznej w Świnoujściu: wzdłuż brzegu morza terytorialnego na odcinku powiatu gryfickiego.
3. Placówką Straży Granicznej w Kołobrzegu: granicami gmin Trzebiatów oraz Kołobrzeg i Siemyśl.

- Poza strefą nadgraniczną: z powiatu gryfickiego gmina Płoty.

Stan na dzień 1 lutego 2012
- W zakresie odprawy granicznej na lotniskach: terytorialny zasięg działania placówki obejmował: województwo zachodniopomorskie – powiaty: gryficki, kamieński.

### Podległe przejście graniczne
Stan na dzień 1 sierpnia 2011
- Mrzeżyno (morskie).

## Placówki sąsiednie
- Placówka SG w Międzyzdrojach ⇔ Placówka SG w Kołobrzegu – do 31.03.2010[7]
- Placówka SG w Świnoujściu ⇔ Placówka SG w Kołobrzegu – do 28.02.2015[5].

## Komendanci placówki
- mjr SG/ppłk SG Krzysztof Sosnowski (1.04.2010[7]–był 16.05.2014[8]).